# Giải thưởng Làn Sóng Xanh 2015

## Những màn trình diễn
| Nghệ sĩ                                                    | Ca khúc                                       |
| ---------------------------------------------------------- | --------------------------------------------- |
| Trúc Nhân Châu Đăng Khoa                                   | "Thật bất ngờ"                                |
| Hòa Minzy Vũ Thảo My Hoàng Tôn Trọng Hiếu Yến Lê Bích Ngọc | "Radio" "Radio buồn" "My Everything"          |
| Tiên Tiên                                                  | "Say You Do"                                  |
| Trung Quân                                                 | "Chưa bao giờ"                                |
| Hoài Lâm Ái Phương                                         | "Có khi"                                      |
| The Voice Kid Trọng Hiếu                                   | "Thằng Cuội"                                  |
| Trọng Hiếu Tăng Nhật Tuệ                                   | "Em là bà nội của anh"                        |
| Noo Phước Thịnh                                            | "Really Love You"                             |
| Sơn Tùng M-TP                                              | "Em của ngày hôm qua" "Buông đôi tay nhau ra" |
| Tóc Tiên                                                   | "I'm in Love"                                 |
| Đông Nhi Mei                                               | "Boom Boom"                                   |
| Hồ Ngọc Hà                                                 | "Destiny" "What is Love?"                     |

## Đề cử

### Gương mặt triển vọng
| Đề cử        | Kết quả   |
| Nam          | Nam       |
| ------------ | --------- |
| Hoài Lâm     | Đoạt giải |
| Hoàng Tôn    | Đề cử     |
| Bùi Anh Tuấn | Đề cử     |
| Nữ           |           |
| Hòa Minzy    | Đề cử     |
| Thảo My      | Đề cử     |
| Ái Phương    | Đoạt giải |

### Single của năm
| Đề cử                          | Kết quả   |
| ------------------------------ | --------- |
| What is love - Hồ Ngọc Hà      | Đề cử     |
| Vì ai vì anh - Đông Nhi        | Đề cử     |
| Âm thầm bên em - Sơn Tùng M-TP | Đoạt giải |
| Say you do - Tiên Tiên         | Đề cử     |
| Ngày mai - Tóc Tiên            | Đề cử     |

## Kết quả chung cuộc
| Giải thưởng                                  | Đoạt giải |
| -------------------------------------------- | --- |
| Top 10 bài hát (nhạc sĩ) được yêu thích nhất | - Sơn Tùng M-TP - Nguyễn Duy Anh - Đỗ Hiếu - Lưu Thiên Hương - Châu Đăng Khoa - Tiên Tiên - Nguyễn Phúc Thạnh - Nguyễn Hồng Thuận - Mr. Siro - Khắc Hưng |
| Top 5 ca sĩ được yêu thích - Bảng Vàng       | - Hồ Ngọc Hà - Lệ Quyên - Cẩm Ly - Đàm Vĩnh Hưng - Tuấn Hưng                                                                                             |
| Top 5 ca sĩ được yêu thích - Bảng Top Hit    | - Issac - Đông Nhi - Tóc Tiên - Noo Phước Thịnh - Sơn Tùng M-TP                                                                                          |
| Gương mặt phát hiện                          | Trọng Hiếu |
| Nam/Nữ ca sĩ triển vọng                      | Hoài Lâm, Ái Phương |
| Single của năm                               | Âm thầm bên em - Sơn Tùng M-TP |
| Giải Hòa âm phối khí                         | Ngày mai - Hoàng Touliver |
| Bài hát hiện tượng                           | Say you do - Tiên Tiên |
| Tác giả có nhiều ca khúc được yêu thích nhất | Tiên Tiên |
| Dự án trong năm                              | Chuyện tình Maldives - Noo Phước Thịnh |

## Danh sách giới thiệu
- Đông Nhi và Noo Phước Thịnh – công bố Top 10 Nhạc sĩ được yêu thích nhất, giải Hòa âm phối khí và giải Bài hát hiện tượng.